# Maryna Pautaran
Maryna Pautaran, född den 12 mars 1988 i Homel, Vitryssland, är en belarusisk kanotist.
Hon tog OS-brons i K4 500 meter i samband med de olympiska kanottävlingarna 2012 i London.
Vid de olympiska kanottävlingarna 2016 i Rio de Janeiro tog hon en bronsmedalj i K-4 500 meter. Vid olympiska sommarspelen 2020 i Tokyo tog Pautaran silver i K-4 500 meter.